# Kylie: The Videos
Kylie: The Videos — сборник видеоклипов к дебютному альбому австралийской певицы Кайли Миноуг. В продажу поступил в ноябре 1988 года. Выпускался в Великобритании, Западной Германии, Франции и Японии.

## Описание
Видеосборник состоял из четырёх видеоклипов к песням Kylie и небольшого видеоинтервью певицы. Авторами всех песен являлось известное продюсерское трио Сток, Эйткен и Уотермен. Режиссёром всех клипов выступил Крис Лангмен, продюсером был Эндрю МакВитти.
1. The Loco-Motion
Клип снимался в Австралии, в мельбурнском аэропорту «Эссендон», а также в студии компании ABC.
2. I Should Be So Lucky
Видеоклип к песне был снят в ноябре 1987 года на мельбурнской студии 7 Studios. В клипе эпизоды, в которых певица передвигается по своему дому, сменяются монтажными перебивками, где она танцует на фоне школьной доски, раскрашенной разноцветными мелками. Видео к песне создаёт образ милой благоразумной юной девушки из соседнего дома, хихикающей и корчащей смешные рожицы перед камерой.
3. Got to Be Certain
Съёмки проходили в Мельбурне в апреле 1988 года. Всего было снято четыре эпизода: в городском парке, фото-мастерской, на балконе небоскрёба и танцевальная сцена в кофейне. Комбинация кадров из этих эпизодов формирует визуальный ряд видеоклипа к песне.
4. Je Ne Sais Pas Pourquoi
Антураж клипа воссоздаёт обстановку Парижа 1940-х или 1950-х годов. По сюжету Миноуг под дождём ожидает своего возлюбленного, а когда он не приходит, направляется в кафе. Певица одета в голубое платье и кардиган из ангорской шерсти, её волосы уложены волнами. В припевах эта картина меняется на сцену танца на улице. Миноуг в платье с цветочным орнаментом танцует в паре с молодым человеком. Сцена снята в чёрно-белых тонах, а певица — единственный цветной объект на экране.

## Список композиций
| №                   | Название                  | Длительность |
| ------------------- | ------------------------- | ------------ |
| 1.                  | «The Loco-Motion»         |              |
| 2.                  | «I Should Be So Lucky»    |              |
| 3.                  | «Got to Be Certain»       |              |
| 4.                  | «Je Ne Sais Pas Pourquoi» |              |
| 5.                  | «Interview»               |              |
| Общая длительность: | Общая длительность:       | 22:00        |